# Martin Köpke
Ernst Gustav Martin Köpke (* 19. Februar 1845 in Berlin; † 30. November 1918 in Erfurt) war ein preußischer General der Infanterie.

## Leben

### Herkunft
Seine Eltern waren der Domherr und Direktor der Ritterakademie in Brandenburg an der Havel Ernst Siegfried Köpke (1813–1883) und dessen Ehefrau Ida, geborene Bernheim (1816–1875). Sein Bruder Reinhold Köpke (1839–1915) war wirklicher Geheimer Rat und Abteilungsdirigent im preußischen Kulturministerium.

### Militärkarriere
Nach seiner Schulbildung auf der Ritterakademie in Brandenburg trat Köpke am 1. Oktober 1863 als Füsilier in das Brandenburgische Füsilier-Regiment Nr. 35 der Preußischen Armee ein und avancierte bis Ende Februar 1864 zum Portepeefähnrich. Während des Krieges gegen Dänemark nahm er am Sturm auf die Düppeler Schanzen, der Kanonade bei Eckernförde, dem Gefecht von Missunde sowie dem Übergang nach Alsen teil. Für Tapferkeit vor dem Feind wurde er am 22. Mai 1864 zum Sekondeleutnant befördert. Im Krieg gegen Österreich kämpfte er 1866 in den Schlachten bei Münchengrätz und Königgrätz.
Nach dem Krieg war er ab Mitte Oktober 1866 für einen Monat zur Zentralturnanstalt kommandiert und wurde anschließend Adjutant des III. Bataillons. Zur weiteren Ausbildung absolvierte Köpke ab Oktober 1868 die Kriegsakademie. Seine Studien musste er mit Beginn des Krieges gegen Frankreich unterbrechen, kam als am 18. Juli 1870 als Adjutant zur 2. Landwehr-Division und stieg am 2. September 1870 zum Premierleutnant. Während des Feldzuges befand er sich bei den Belagerungen von Metz, Soissons und Mézières sowie in der Schlacht bei Noisseville. Für sein Wirken erhielt er das Eiserne Kreuz und das Mecklenburgische Militärverdienstkreuz II. Klasse.
Nach dem Vorfrieden von Versailles kehrte Köpke am 20. März 1871 zunächst zu seinem Stammregiment zurück und setzte ab dem 1. Oktober 1871 seine Ausbildung an der Kriegsakademie fort, die er Ende Juli 1872 mit einer sehr guten Beurteilung abschloss. Anfang Mai 1873 folgte seine Kommandierung zum Großen Generalstab und unter Belassung in diesem Kommando wurde er am 15. November 1873 mit einem Patent vom 20. November 1868 in das 5. Badische Infanterie-Regiment Nr. 113 versetzt. Mit der Beförderung zum Hauptmann trat Köpke am 16. April 1874 als Kompaniechef in den Truppendienst zurück. Unter Stellung à la suite seines Regiments war er vom 12. Dezember 1874 bis zum 14. Dezember 1878 als Lehrer an der Kriegsschule Hannover tätig. Zwischenzeitlich nahm er 1877 an der Generalstabsreise des X. Armee-Korps unter Alfred von Waldersee teil und wurde auf dessen Empfehlung in die Eisenbahn-Abteilung des Großen Generalstabes versetzt. Dort stieg Köpke Mitte April 1882 zum Major auf, kam zwei Monate später in den Generalstab der 15. Division in Köln und Mitte Dezember 1883 in den Generalstab des VII. Armee-Korps nach Münster.
Am 15. Januar 1887 folgte eine Verwendung als Kommandeur des II. Bataillons im Colbergschen Grenadier-Regiment (2. Pommersches) Nr. 9 in Stargard. Von dort kam er am 19. September 1888 als Chef des Stabes zum VIII. Armee-Korps nach Koblenz. In dieser Stellung stieg er bis Mitte Februar 1891 zum Oberst auf und war vom 16. Juni 1891 bis zum 22. August 1894 Kommandeur des Magdeburgischen Füsilier-Regiments Nr. 36. Anschließend unter Stellung à la suite seines Regiments zunächst mit der Führung der in Münster stationierten 25. Infanterie-Brigade beauftragt, wurde er am 12. September 1894 Generalmajor und Kommandeur dieser Brigade. Am 18. April 1895 wurde Köpke Oberquartiermeister im Großen Generalstab und war zugleich ab Mitte Mai 1895 auch Mitglied der Studienkommission der Kriegsakademie. Ab dem 17. Juni 1897 war Köpke Kommandeur der 58. Infanterie-Brigade in Mülhausen und erhielt mit der Beförderung zum Generalleutnant am 15. Juni 1898 den Rang eines Divisionskommandeurs. Am 25. Juli 1898 wurde er zur Vertretung des erkrankten Kommandeurs der 5. Division nach Frankfurt (Oder) kommandiert und am 10. September 1898 zum Kommandeur dieses Großverbandes ernannt. Anlässlich des Ordensfestes erhielt er im Januar 1900 den Stern zum Roten Adlerorden II. Klasse mit Eichenlaub. Im gleichen Jahr fungierte er bei dem Kaisermanöver auf dem Truppenübungsplatz Elsenborn, deren Anlagen auf ihn zurückzuführen sind, als Schiedsrichter. Obwohl von seinem Kommandierenden General Viktor von Lignitz für eine Verwendung als Gouverneur einer größeren Festung empfohlen, reichte er seinen Abschied ein, da eine entsprechende Stellung nicht verfügbar war. In Genehmigung seines Abschiedgesuches wurde Köpke am 8. Juni 1901 unter Verleihung des Kronen-Orden I. Klasse mit Pension zur Disposition gestellt.
Nach seiner Verabschiedung verlieh ihm Kaiser Wilhelm II. am 13. September 1912 den Charakter als General der Infanterie. Er starb am 30. November 1918 in Erfurt.

### Familie
Köpke heiratete am 6. Juli 1874 in Bankau in Kreis Schwetz Margarete Auguste Gerlich (1853–1897), eine Tochter des Gustav Gerlich. Das Paar hatte mehrere Kinder:
- Ursula (1875–1880)
- Anna Dorothea (* 1881), Oberin im Waldsanatorium Oliva bei Danzig